# 4988 Chushuho
A 4988 Chushuho (ideiglenes jelöléssel 1980 VU1) a Naprendszer kisbolygóövében található aszteroida. A Bíbor-hegyi Obszervatórium fedezte fel 1980. november 6-án.